# Венд, Пэтти
Пэ́тти (Венд) Вендеке́ркхове (англ. Patti "Vande" Vandekerckhove; род. 17 июля 1958, Виннипег) — канадская кёрлингистка и тренер по кёрлингу.
В замужестве — Пэ́тти Ву́трич (англ. Patti Wuthrich).
В 1986 введена в Зал славы канадского кёрлинга.

## Достижения
- Зимние Олимпийские игры (показательный вид спорта): золото (1988).
- Чемпионат Канады по кёрлингу среди женщин: золото (1978), серебро (1979).
- Чемпионат Канады по кёрлингу среди юниоров: золото (1974).

## Команды
| Сезон   | Четвёртый        | Третий          | Второй              | Первый              | Запасной     | Турниры            |
| ------- | ---------------- | --------------- | ------------------- | ------------------- | ------------ | ------------------ |
| 1973—74 | Крис Пидзарко    | Кэти Пидзарко   | Пэтти Вендекеркхове | Barbara Rudolph     |              | ЧКЮ 1974           |
| 1975—76 | Пэтти Венд       | Denise Ledoyen  | Конни Лалибёрте     | Donna Rogalski      |              | ЧКЮ 1976 (? место) |
| 1976—77 | Пэтти Венд       | Cindy Jensen    | Colleen Clark       | Конни Лалибёрте     |              | ЧКЮ 1977 (? место) |
| 1977—78 | Кэти Пидзарко    | Крис Пидзарко   | Айрис Армстронг     | Пэтти Вендекеркхове |              | ЧК 1978            |
| 1978—79 | Кристин Пидзарко | Rose Tanasichuk | Айрис Армстронг     | Пэтти Венд          |              | ЧК 1979            |
| 1979—80 | Donna Brownridge | Пэтти Венд      | Carolyn Hall        | Конни Лалибёрте     |              | ЧК 1980 (7 место)  |
| 1982—83 | Пэтти Венд       | Carol Dunstone  | Айрис Армстронг     | Морин Бонар         |              | ЧК 1983 (4 место)  |
| 1987—88 | Линда Мур        | Линдси Спаркс   | Дебби Джонс         | Пенни Райан         | Пэтти Венд   | ЗОИ 1988           |
| 1995—96 | Морин Бонар      | Gerri Cooke     | Allyson Bell        | Lois Fowler         | Пэтти Вутрич | ЧК 1996 (5 место)  |

(скипы выделены полужирным шрифтом)

## Результаты как тренера национальных команд
| Год  | Турнир                                            | Сборная                    | Место |
| ---- | ------------------------------------------------- | -------------------------- | ----- |
| 2014 | Тихоокеанско-азиатский чемпионат по кёрлингу 2014 | Республика Корея (женская) | 2     |

## Частная жизнь
Пэтти замужем, её муж — специалист по подготовке льда для кёрлинга (айсмейкер, англ. icemaker) Ханс Вутрич (англ. Hans Wuthrich)